# Congenitaal nefrotisch syndroom
Het congenitaal nefrotisch syndroom is een aangeboren vorm van nefrotisch syndroom.

## Definitie en verschillende vormen
Men spreekt van een congenitaal nefrotisch syndroom (CNS) als er in de eerste 3 maanden na de geboorte sprake is van een proteinurie die leidt tot klinische verschijnselen. Congenitaal nefrotisch syndroom kan ingedeeld worden in 
- primair congenitaal nefrotisch syndroom,
- congenitaal nefrotisch syndroom gepaard gaande met malformaties en
- als secundaire vorm ten gevolge van infecties of systeemziekte.

Het congenitaal nefrotisch syndroom is zeldzaam. Differentiaal diagnostisch gaat het meestal tussen CNS van het Finse type of CNS op basis van diffuse mesangiale sclerose (DSM).
Het congenitaal nefrotisch syndroom is een autosomaal recessieve ziekte.
Bij autosomaal recessieve overerving van een ziektebeeld hebben beide ouders van een patiënt ieder een genafwijking, en heeft de patiënt van elk van beide ouders juist de twee afwijkende genen gekregen. De ouders hebben als dragers van slechts een genafwijking met daarnaast een normaal gen geen verschijnselen van de aandoening. Kenmerken van de AR-overerving zijn: de ouders van de patiënt hebben de aandoening niet, maar zijn drager van het gen; de aandoening komt bij mannen en vrouwen in gelijke mate voor; voor elk volgend kind van dezelfde ouders is de kans op herhaling 25%.